# 齋藤豪
齋藤 豪（さいとう ごう、1984年3月27日 - ）は、北海道函館市生まれの競技麻雀のプロ雀士、YouTuber（VTuber）。
日本プロ麻雀連盟所属。団体内の段位は四段。13代目天鳳位(ID:gousi)。

## 来歴
中学生の頃に麻雀と出会い、2011年に日本プロ麻雀連盟のプロテストに合格。プロ入りまではネット麻雀の牌譜を見直すなどして学ぶ。牌効率や確率論に長けるデジタル派。
2017年に第11期RMUクラウンで優勝。
2018年に、プロ雀士としては史上初となる天鳳位に到達する（第13代目）。
2021年にEX風林火山の、2023年にはBEAST Japanextのドラフト会議指名オーディションへそれぞれ参戦し、Mリーグ入りへの意欲を示している。 

## VTuberとして
2019年6月9日よりVTuber「牛さん」として活動を開始。麻雀プロVTuberの先駆者となる。
牛のキャラクターであることから、ラスを取ると「出荷」（された）と視聴者からいじられる。大手VTuber事務所『にじさんじ』に所属するルイス・キャミーなどVTuberにも弟子を持つ。

2023年3月1日の生配信にて、その年の神域リーグへのドラフト出馬を表明し、大きな話題を呼んだ。
結果的にその年の神域リーグ入りは果たせなかったが、雀魂を用いた配信は現在でも行っている。

## 獲得タイトル
- RMUクラウン優勝(第11期)[3]